# 中国菌物学会
中国菌物学会是中华人民共和国菌物科技工作者组成的群众性学术团体，是中国科学技术协会主管的社会团体，1993年5月成立，前身为1980年成立的中国植物学会真菌学会。